# Gadarat
Gadarat, GDRT, Gadur, GDR – drugi znany władca państwa Aksum. Był pierwszym znanym królem, który prowadził działania wojenne na półwyspie Somalijskim i Arabskim, m.in. na terytorium dzisiejszego Jemenu i Etiopii.  We wczesnej fazie język Gyyz, miał charakter spółgłoskowy, więc oryginalne imię brzmiało GDRT, a nie Gadarat. GDRT jest prawdopodobnie tą samą osobą co GDR, którego imię zostało wspomniane na jednej z inskrypcji:
gdr / ngśy / ʾksm / tbʿl / mzlt / lʾrg / wllmq
Można ją przetłumaczyć na:
(Do) Gadura, króla Aksum, berło zostało wręczone przez starszych i Almaqaha.

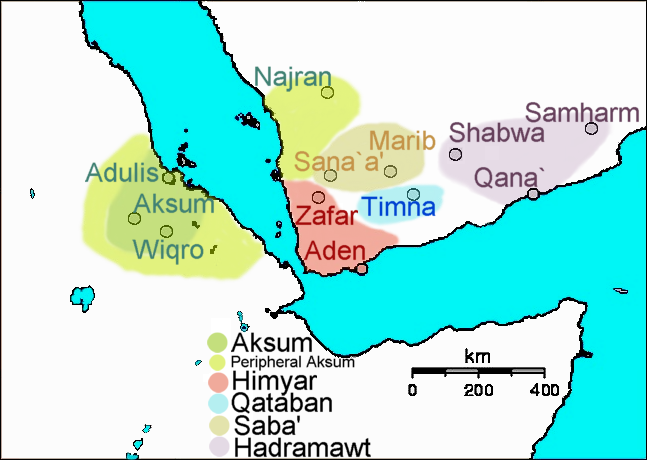

## Polityka Zagraniczna
GDRT był sojusznikiem władcy Sabejczyków, Alhāna Nahfāna, na co wskazuje inskrypcja w świątyni Almaqaha, boga księżyca:
zgodzili się razem, że ich wojny i ich pokoje, powinny być zgodne, przeciwko każdemu, kto może powstać przeciwko nim, i że pod względem bezpieczeństwa i obrony powinni sprzymierzyć się Salhen i Zararan, Alhān i Gadarat.
Sojusz był wymierzony przeciwko Himjarytom i Hadramautowi.